# Коляда (божество)
Коляда́ — слов'янський міфологічний персонаж, уособлення новорічного циклу. Найчастіше фігурує у колядках. В образі рядженого (козел і ін.) — учасник народних різдвяних обрядів з іграми та піснями (колядування, колядки). За деякими трактуванням Коляда первісно був богом-двійником Овсеня, або богинею — дружиною Дажбога.

## Етимологія
Найпоширеніша версія пояснює походження імені та назви свята цього персонажа від латинського «календи» («перші числа місяця», звідки й «календар»).
Також слово «коляда» означає: Святий Вечір, обряд славлення на Різдво, сама пісня, винагорода за колядування.
Микола Костомаров вбачав у Коляді зв'язок зі словом «коло» — «круг, колесо», що символізує сонце та початок нового року. Ксенофонт Сосенко писав, що Коляда тотожне вавилонському «kallatu» — «наречена», в цьому випадку наречена Сонця. Пов'язану назву колядників Сосенко виводив із вавилонського «ka-lu-ti» — «духовенство, жрецтво».

## Статус персонажа
Густинський літопис (XVII століття) — єдине давнє писемне джерело, що вказує на Коляду як на бога («біса» з погляду літописців-християн): «Шостий — Коляда; сьому празник прескверний буває 24 грудня. А тому й нині, хоч і благодать Різдвом Христовим осіяла нас, і ідоли згинули, та, одначе, диявол ще й досі у безумних пам'ять свою вдержав: сьому бісу в пам'ять проста чадь сходиться в надвечір'я Різдва Христового і співають пісні такі, в яких хоч і про Різдво Христове поминають, та більше Коляду-біса величають.»
На думку Володимира Топорова, Коляда — це інша іпостась персонажа-втілення року Авсеня (див. також обряд Овсень). В сербів збереглися аналогічні пари персонажів: Молодий Божич — Старий Бідняк, або Божич — Бог. У народній пісні Авсень їде по дорозі, знаходить залізну сокиру, зрубує сосну та будує міст, яким їде до нового року. Часто Авсень, як і Коляда, їде не коні.
Сергій Плачинда вважав, що Коляда — богиня неба, мати Сонця, дружина Дажбога, якій відповідають у поляків та литовців — Коленда, в молдаван та румунів — Колинда.
Борис Рибаков стверджував, що образ Коляди оформився лише в XVII ст. від назви зимових колядок, а не навпаки.

Радянський лінгвіст Анатолій Ф. Журавльов, критикуючи слова О. М. Афанасьєва про те, що Коляда в давнину була слов'янською богинею, пише:
Численні персоніфікації Коляди як Різдва та зимового сонцестояння ще не дають підстав для твердження про існування у давніх слов'ян особливого божества у жіночому втіленні, пов'язаного з роковим переломом. Подібні уособлення, присвячені різним календарним вузлам (Масляна та її західні аналоги та інше), широко поширені у багатьох європейських народів.

## Реконструкція міфу про Коляду
За Плачиндою, богиня Коляда щороку в найдовшу ніч зими народжує Божича — нове Сонце, Новий рік, сина Дажбога. Пологи Коляди відбуваються на Землі, здебільшого в дніпрових сагах (трав'янистих рівнинах). Цьому передує перевтілення Коляди в козу, аби її не впізнала Мара, що вічно ганяється за Колядою.

## Свято Коляди
Свято Коляди ототожнюється з вечором-ніччю перед Різдвом Христовим, які припадають на 24—25 грудня (старий стиль) або 6—7 січня (новий стиль). Головними язичницькими дійствами свята в українців є внесення в хату прикрашеного снопа — дідуха, що зазвичай виконується господарем і його сином, і спільна родинна вечеря, «Свята вечеря». Головна її страва — це «багата кутя», яка входить до набору 12-и пісних страв. Вогонь для приготування страв на Коляду первісно добувався тертям дерева об дерево — так званий «живий вогонь». Святкування традиційно могли супроводжувати магічні дії, призначені залучити добробут у хату та завадити негараздам у наступному році: розтрушування сіна, забивання дірок у лавках, наслідування звуків худоби, домашньої птиці, бджіл. Худобу цього вечора належало погодувати, розчесати та лишити в хліві кухлик зі «святителями»: вуглинками та свяченою водою.
Наступного дня починаються колядування, спершу найменші діти йдуть співати колядки в родичів, потім старші йдуть до чужих людей. Виняток складали хлопчики «полазники», які колядували до сходу сонця та уособлювали добрих духів. Господарям належить приймати колядників і віддячувати їм подарунками. Для дітей і дорослих відомі окремі різновиди колядок.

Колядування могло супроводжуватися ряженням у коня, козу, корову, ведмедя та інших тварин, що втілювали родючість.

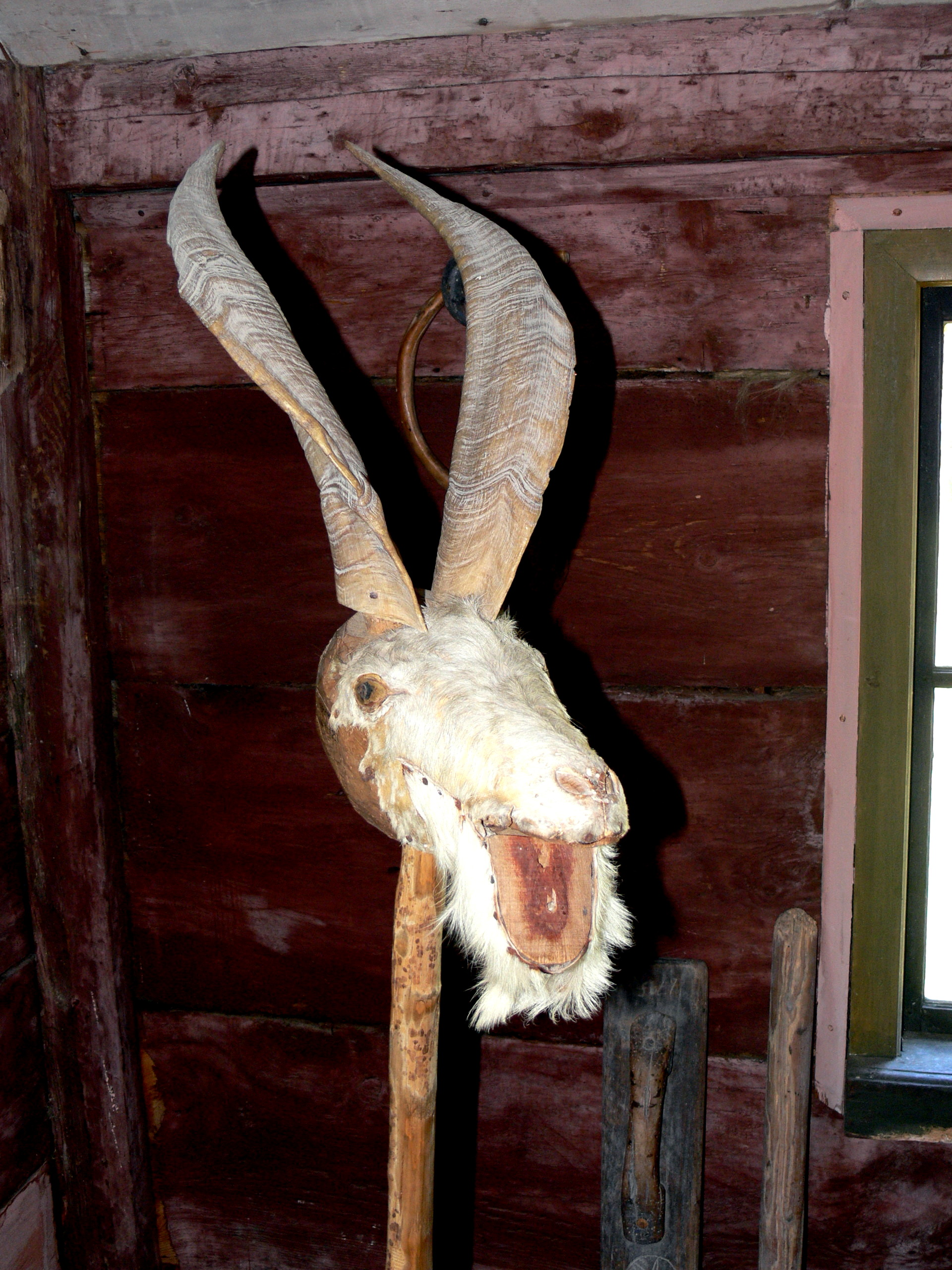
Маска рядженого козла
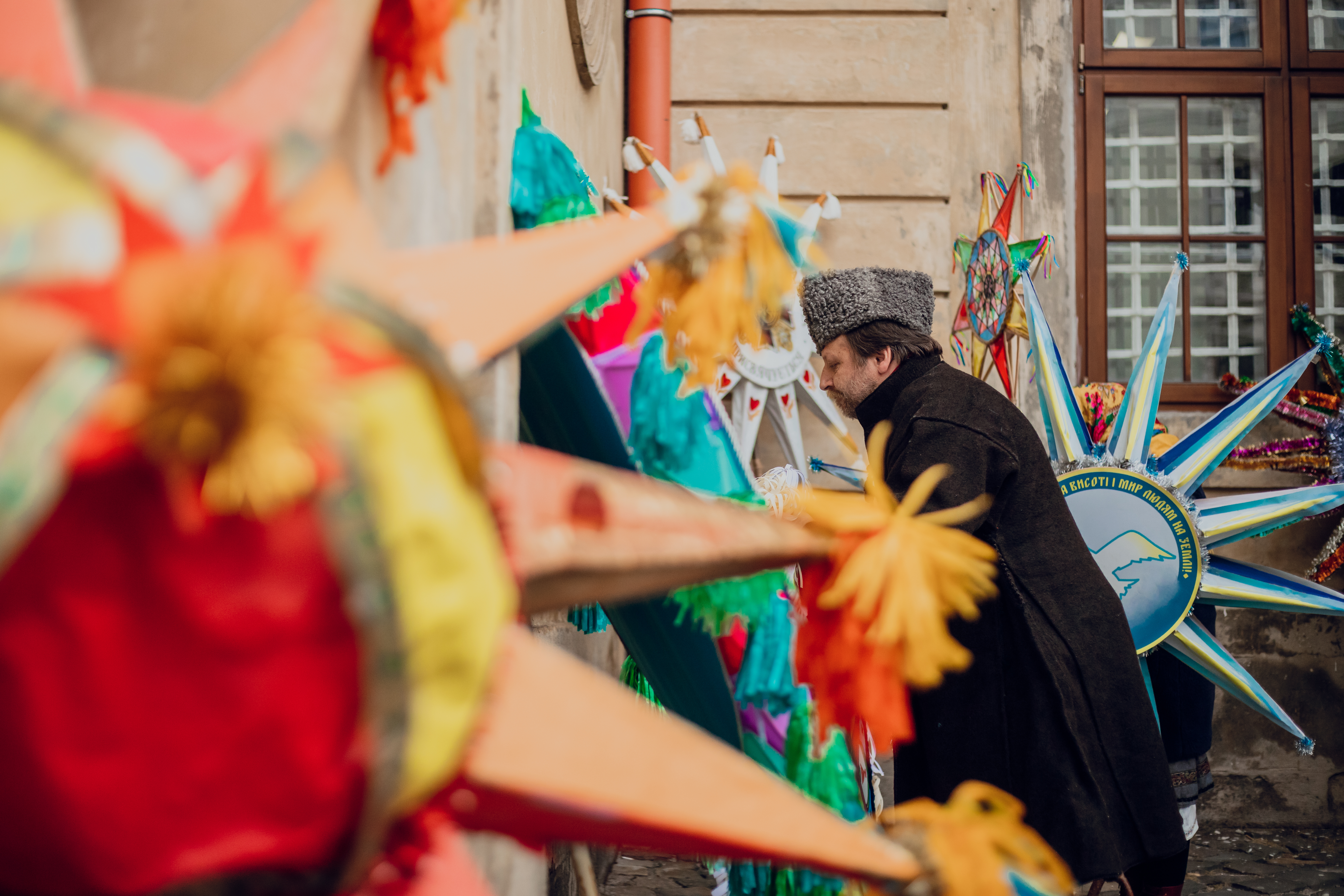
В міфологічних віруваннях, зоря символізувала дівчину-красуню, дружину, або доньку Місяця, господаря неба
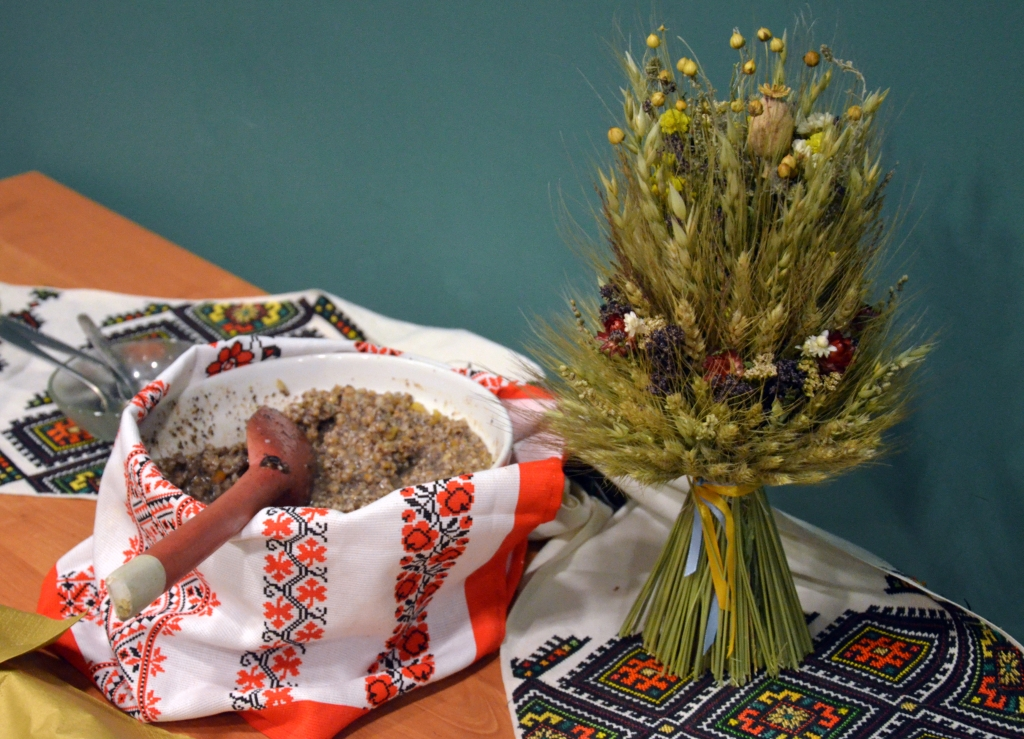
Кутя і дідух

## У неоязичництві
У сучасному слов'янському язичництві Коляда отримав статус бога зимового сонця, який відповідає за здійснення річного циклу «Сварожого кола». У цьому контексті ім'я Коляда іноді трактується як основа для слова «календар» («Коляди дар»).
У більшості слов'янських країн існують слов'янські неоязичницькі громади, метою яких є популяризація стародавніх язичницьких вірувань і обрядів у сучасному суспільстві.